# Finau Vulivuli
Finau Vulivuli (* 18. August 1982) ist eine fidschianische Fußballschiedsrichterin.  Die 168 cm große, ausgebildete Lehrerin aus Savusavu steht seit 1. Januar 2008 als erste Fidschianerin auf der FIFA-Liste. Bei der U-17-Weltmeisterschaft der Frauen 2010 leitete sie die Vorrunden-Partie zwischen Nordkorea und Chile (3:0); außerdem kam sie in vier weiteren Partien als Vierte Offizielle zum Einsatz. Zuvor war Vulivuli bereits bei der U-20-Ozeanienmeisterschaft der Frauen 2010 zum Einsatz gekommen. Des Weiteren war sie beim Algarve-Cup 2011 im Einsatz und wurde am 18. April 2011 ausgewählt, als einzige Schiedsrichterin ihren Kontinentalverband OFC bei der Weltmeisterschaft der Frauen 2011 zu vertreten. Dort war sie mit 28 Jahren die jüngste aller Spielleiterinnen des Turniers.
Vulivuli wurde im Jahr 2008 in ihrem Heimatland zur Schiedsrichterin des Jahres (Fiji Football Association 2008 "Referee of the Year") gewählt.
Thomas Vulivuli (* 1981), Fußballspieler, und Albert Vulivuli (* 1985), Rugbyspieler, sind ihre Brüder.